# Gongylidiellum vivum
Gongylidiellum vivum är en spindelart som först beskrevs av O. Pickard-Cambridge 1875.  Gongylidiellum vivum ingår i släktet Gongylidiellum och familjen täckvävarspindlar. Inga underarter finns listade i Catalogue of Life.